# 大阪市電玉造線
大阪市電玉造線（おおさかしでんたまつくりせん）は、末吉橋 - 玉造間を結んでいた大阪市電第三期線の路線。

## 路線概要
- 1910年（明治43年）3月1日から1912年（明治45年）5月31日まで
  - 起点：末吉橋
  - 終点：上本町二丁目
- 1912年（明治45年）6月1日から1961年（昭和36年）10月31日まで
  - 起点：末吉橋
  - 終点：玉造
- 軌間：1435mm
- 架線電圧：直流600V

## 沿革
- 1910年（明治43年）3月1日
  - 大阪市電の第三期線として、末吉橋 - 上本町二丁目間開業。
- 1912年（明治45年）6月1日
  - 上本町二丁目 - 玉造停車場前が延伸開業し、全線開業。
- 1926年（大正15年）8月7日
  - 玉造停車場前駅を玉造駅に改称・移設（キロ程 -0.1km）。
- 1944年（昭和19年）6月1日
  - 東雲町駅を廃止。
- 1945年（昭和20年）3月13日 - 6月7日
  - 戦災のため休止。
- 1946年（昭和21年）10月1日
  - 運行再開。
- 1949年（昭和24年）3月2日
  - 東雲町駅が復活。
- 1961年（昭和36年）11月1日
  - 末吉橋 - 玉造間を廃止。

## 1959年（昭和34年）当時の駅
| 駅名           | キロ程 | 接続路線                                       |
| -------------- | ------ | ---------------------------------------------- |
| 末吉橋駅       | 0.0    | 大阪市電：東西線                               |
| 谷町六丁目駅   | 0.6    | 大阪市電：谷町線（1944年5月31日まで）          |
| 上本町二丁目駅 | 0.9    | 大阪市電：上本町線                             |
| 東雲町駅       | 1.4    |                                                |
| 玉造駅         | 1.9    | 大阪市電：霞町玉造線、玉造今里線、玉造森之宮線 |